# Зоран Милановић
Зоран Милановић (Загреб, 30. октобар 1966) је хрватски политичар и правник. Тренутни је председник Хрватске који је ступиo на дужност након истека мандата председнице Колинде Грабар Китаровић. Бивши је члан Социјалдемократске партије Хрватске и бивши председник Владе Републике Хрватске.

## Биографија
Отац Стипе и мајка Гина родом су из Сиња и Сењa. Милановићи су пореклом из Раме у средњој Босни, где су били православци, да би касније прешли на католичанство. Зоранов стриц, живео је у Београду, где је и сахрањен по православним обичајима.
Одрастао је у Загребу на Трњу, а затим на Чрномерцу. После средње школе за управу и правосуђе, Милановић дипломирао је на Правном факултету Универзитета у Загребу као изврстан студент. За време студирања добија Ректорову награду и учествује на студентском такмичењу из међународног јавног права Телдерс у Хагу. Према сопственом признању, у младости је био бунтован и склон тучи.
Запошљава се најпре на Трговачком суду у Загребу, а затим, 1993. године у Министарству спољних послова Владе РХ, где га је на посао примио Иво Санадер. Годину дана касније одлази у мировну мисију ОЕБС-а у ратни Азербејџан, у окупирани Нагорно-Карабах, где је боравио 45 дана. Саветник у хрватској мисији при Европској унији и НАТО-у у Бриселу постаје 1996. године. Постдипломске студије права Европске уније завршио је 1998. године на фламанском универзитету у Бриселу.
Отац је два сина, Анте и Марка. Говори енглески, руски и француски језик. Хоби му је трчање и бициклизам.

### Политичка каријера
Члан Социјалдемократске партије Хрватске (СДП) постао је 1999. године.
Након победе коалиције превођене СДП-ом на парламентарним изборима 2000. године, поверена му је комуникација с НАТО-ом. Три године касније постаје помоћник министра спољних послова у Влади Републике Хрватске. После победе Хрватске демократске заједнице (ХДЗ) с Ивом Санадером на парламентарним изборима 2003. одлази са места помоћника.
Године 2004. долази у централу СДП-а за члана новооснованог Извршног одбора и међународног секретара с посебним задужењем одржавања контаката са другим политичким странкама. Почетком септембра 2006. године изабран је за координатора рада СДП-а у четвртој изборној јединици.
Десета ванредна изборна конвенција Странке одржана је 2. јуна 2007. године у Загребу због оставке првог председника странке и бившег хрватског премијера Ивице Рачана. Милановић се кандидовао, упркос томе што је сматран за аутсајдера јер је кратко у странци и што су му противкандидати Жељка Антуновић (в.д. председника Странке након Рачанове оставке), Милан Бандић и Тонино Пицула. Током кампање за председника странке јавно је обећао да ће поднети оставку и да се неће поново кандидовати за председника странке ако странка не освоји више мандата од ХДЗ-а на наредним парламентарним изборима. У првом колу је победио испред свог најближег ривала Жељке Антуновић. У другом колу се суочио Антуновићком и поново освојио највише гласова и тиме је постао други председник СДП-а.
Хрватски сабор га је 15. јуна 2007. године изабрао за председника Националног одбора за праћење преговора између Републике Хрватске и Европске уније.
Након парламентарних избора 2007. године први пут је изабран у Хрватски сабор. У овом мандату био је председник Клуба посланика СДП-а и члан Одбора за Устав, Пословник и политички систем. На 11. конвенцији СДП-а 10. маја 2008. године поново је изабран за председника Странке.
Године 2010. је склопио предизборни споразум СДП-а са Хрватском народном странком, ИДС и ХСУ познат као Кукурику коалиција. Тај је блок на изборима 2011. године освојио апсолутну већину у Сабору и тиме је Милановић осигурао место будућег премијера. На дужност је ступио 23. децембра.
На првим непосредим изборима за председника СДП-а 12. маја 2012. године изабран је за нови четворогодишњи мандат.

## Премијер Хрватске (2011–2016)
Милановић је свој кабинет представио Скупштини 23. децембра, 19 дана након избора. У расправи је гласало 89 посланика, 81 Кукурику и 8 посланика националних мањина, који су гласали за Милановићев кабинет. Прелазак на власт догодио се наредне вечери када је Јадранка Косор дочекала Милановића у званичном месту састанка владе, Банским дворима, преко пута зграде Сабора на Марковом тргу и уручила му потребне папире и документа.
Прелазећи на дужност са 45 година, Милановић је постао један од најмлађих премијера од осамостаљења Хрватске. Поред тога, његов кабинет је постао и најмлађи, са просечном министром од 48 година. Чланови владе долазили су из три од четири странке победничке коалиције, остављајући само једнобројну Хрватску странку пензионера (ХСУ) без представника. Милановић је поново изабран за председника СДП-а на изборима за руководство 2012. као једини кандидат.

### Домаћа политика
Милановићева администрација је свој мандат започела увођењем неколико либералних реформи. Током 2012. године донет је Закон о медицински потпомогнутој оплодњи, уведено здравствено васпитање у све основне и средње школе, а Милановић је најавио даље проширење права за истополне парове. На изборима 2011. Кукурику коалиција је обећала да ће објавити регистар ветерана Домовинског рата, што је и учињено у децембру 2012. године.
У суђењу Готовини и другима, након првобитне осуђујуће пресуде у априлу 2011., Анте Готовина и Младен Маркач су на крају ослобођени оптужби у новембру 2012. Милановић је ту пресуду назвао „важним моментом за Хрватску”, додајући да је „подигнут велики терет са мојих рамена кажем им хвала што су преживјели за добро Хрватске.“
У септембру 2013. године почели су антићирилични протести против увођења двојезичне табле са српском ћирилицом у Вуковару. Милановић их је осудио као "шовинистичко насиље", рекавши да неће скидати табле на ћирилици у Вуковару јер "мора превладати владавина права".
У Хрватској је 1. децембра 2013. одржан уставни референдум, трећи референдум од осамостаљења. На референдуму, који је организовала Грађанска иницијатива За породицу Жељке Маркић, предложен је амандман којим би се брак дефинисао као заједница мушкарца и жене, чиме би се увела уставна забрана истополних бракова. Милановић се успротивио предлогу и рекао за ХРТ да ће гласати против. Влада је саветовала грађане да гласају против, али је референдум прошао са 65 одсто гласова за, међутим, уз излазност бирача од само 38 одсто. Милановић је био незадовољан што је до референдума уопште дошло, рекавши „Мислим да нас није учинио ни бољим, ни паметнијим ни лепшим.“ Такође је рекао да референдум не мења постојећу дефиницију брака по хрватским законима. . Он је даље најавио скоро доношење Закона о ортаклуку, који ће истополним особама омогућити склапање доживотне партнерске заједнице, која би, осим права усвојења, делила иста права као и сам брак. Влада је 12. децембра 2013. године усвојила предложени предлог закона, а Скупштина је усвојила Закон о животном партнерству у јулу 2014. године.
Лоша економска ситуација ослабила је првобитно снажну јавну подршку Милановићевој влади, која се показала на локалним изборима 2013. године. На првим изборима за Европски парламент у Хрватској 2013. СДП је освојио 32 одсто гласова и пет посланика, једног мање од ХДЗ, највеће опозиционе странке. Следеће године СДП је освојио 29,9% на изборима за Европски парламент 2014. и четири посланика у Европском парламенту. Милановић и његова странка дали су подршку Иви Јосиповићу на председничким изборима на којима је победила Колинда Грабар-Китаровић из ХДЗ-а. Јосиповић је касније основао сопствену странку Напред Хрватско-напредни савез, уместо да се врати у СДП.

#### Протест ратних ветерана
Хрватски ратни ветерани започели су протест у Загребу у октобру 2014. позивајући на оставку Предрага Матића, министра ратних ветерана, и на нови уставни закон који гарантује њихова права. Милановић је одбацио њихове захтеве рекавши да нема разлога за смену министра и да се неће подвргнути ултиматумима:
Моја влада није, чак ни мишљу, чином или пропустом, довела у питање људско достојанство хрватских бранитеља и вјечни значај Домовинског рата.
Протест је настављен током 2015. У мају 2015. ескалирао је када су се стотине ветерана сукобиле са полицијом испред зграде владе. Милановић је рекао да његова влада није обуздала њихова права и да је спреман за разговоре, али да неће бити уцењен. Оптужио је опозициону странку ХДЗ да манипулише ветеранима. Томислав Карамарко, председник ХДЗ-а, одбацио је ту оптужбу. Милановић се у јуну састао са представницима ветерана протеста, али је протест настављен.
Дана 4. августа 2015. године, на инсистирање Милановића и министра обране Анте Котромановића, у Загребу је одржана војна парада Оружаних снага РХ у част Дана победе, поводом обележавања 20. годишњице операције Олуја. Милановић је захвалио свима који су жртвовали своје животе за слободу Хрватске. Такође је изразио захвалност Фрањи Туђману, првом хрватском председнику, који је водио Хрватску током рата.
Хрватска је имала пуно право да учини све што је могла да остане жива и цјеловита, имала је право да не буде протјерана из свог дома, имала је право да не служи као живи штит онима који су рушили градове и палили села. Хрватска данас не слави рат, не слави ничије страдање или прогон, нека ово буде јасно свима који још не разумеју. Хрватска је учинила све да избегне рат, понудила је мирна решења. И то је одбијено. Хрватска данас слави слободу и мир и чистим срцем слави побједу, прекретницу којом је окончан ружан, наметнут и посебно кадровски рат.

### Економија
Милановићева администрација је усвојила низ реформи у опорезивању како би се изборила са тешком економском ситуацијом. Подигао је стандардни порез на додату вредност са 23% на 25% и увео нове стопе ПДВ-а за добра и услуге које раније нису опорезоване. Такође је смањио доприносе за социјално осигурање и плате у јавном сектору. У октобру је донет Закон о финансијском пословању и предстечајним нагодбама, који је омогућио фирмама које нису биле у могућности да плате своје рачуне да остану отворене током стечајног поступка и реструктурирају своје дугове. Због противљења коалиционог партнера ХНС-а, порез на имовину није проширен.
Влада је успела да смањи буџетски дефицит на 5,3% у 2012, али се БДП смањио за 2,2%, а јавни дуг је достигао 69,2%. Милановићево време на власти обележило је неколико смањења кредитног рејтинга Хрватске. Дана 14. децембра 2012. С&П је смањио дугорочни рејтинг земље на ББ+, а краткорочни на Б. Moody's је 1. фебруара 2013. смањио кредитни рејтинг Хрватске са Баа3 на Ба1.
Неколико великих грађевинских пројеката почело је 2012. године, укључујући нови путнички терминал на Међународном аеродрому Загреб и трећи блок термоелектране Пломин на угаљ. Међутим, неки пројекти су обустављени, укључујући хидроелектрану Омбла. Влада је саопштила да ће изградња Пељешког моста почети у пролеће 2016. године. Милановић је изразио подршку даљем истраживању и експлоатацији нафте и гаса у Јадранском мору, чему се противе опозиционе странке и еколошке организације.
У новембру 2012. министар привреде и потпредседник Владе Радимир Чачић поднео је оставку и заменио га је Иван Врдољак. Године 2013. уведен је нови закон о фискализацији како би се контролисала сива економија и минимизирало избегавање пореза. Влада је ставила фокус на индустрију бродоградње и приватизовала државна бродоградилишта до маја 2013. године. За сервисирање јавног дуга Влада је 2013. године представила пројекат монетизације хрватских аутопутева који би донео око 2,5 милијарди евра. Синдикати и удружења грађана одбили су предлог и позвали на повлачење одлуке. Грађанска иницијатива под називом "Не дамо наше аутопутеве" прикупила је потписе за референдум о аутопуту. Иако је уставни суд одлучио да је референдум о тој теми неуставан, влада је саопштила да повлачи одлуку. Уместо првобитног плана да се аутопутеви у земљи дају у закуп страним инвеститорима, Влада ће уместо тога понудити удео у њима хрватским грађанима и пензионим фондовима.
Закон о пензијском осигурању из јануара 2014. године повећао је старосну границу за одлазак у пензију са 65 на 67 година и старосну границу за превремено пензионисање са 60 на 62 године. Стопа незапослености достигла је врхунац у фебруару 2014. на 22,7%, али је од тада у сталном опадању и достигла је најнижу стопу у последње две године у августу. У мају 2014. Милановић је сменио министра финансија Славка Линића због имовинског уговора за који је рекао да је оштетио државни буџет и на његово место именовао Бориса Лаловца. Промене у порезу на доходак грађана уведене су 2015. године, повећан је неопорезиви део прихода, што је резултирало повећањем нето плате за око милион људи.
У јануару 2015. Влада је одлучила да замрзне курсеве за швајцарске франке на годину дана, након раста франка који је проузроковао све скупље кредите зајмопримцима у тој валути. У августу 2015. Милановић је најавио да ће кредити у швајцарским францима бити конвертовани у евро.
БДП је смањен у 2013. (-0,9%) и 2014. (-0,4%), али је у 4. кварталу 2014. раст реалног БДП-а достигао 0,3% први пут од 2011. године. Дана 28. августа 2015. објављено је да је привреда порасла за 1,2% трећи квартал заредом, што је означило излазак Хрватске из шестогодишње економске рецесије. Буџетски дефицит је смањен у 2015. на 3,2% БДП-а, са 5,5% у 2014. години, а јавни дуг је био на 86,7% БДП-а, што је најнижа стопа раста дуга од увођења методологије ЕСА 2010.

### Спољна политика
Милановићева спољна политика у почетку је била концентрисана на приступање Хрватске Европској унији. Дана 22. јануара 2012. одржан је референдум о приступању ЕУ, са 66,25% гласова за и 33,13% против. На референдуму је учествовало око 47% бирача са правом гласа. Милановић је 11. марта 2013. са словеначким премијером Јанезом Јаншом потписао Меморандум о споразуму у вези са питањем Љубљанске банке, која је угашена 1991. године без надокнаде својих хрватских штедиша. Хрватска је пристала да обустави тужбу против банке и њеног наследника, док се Словенија обавезала да ће ратификовати Уговор о приступању Хрватске ЕУ. Словенија је ратификовала кандидатуру Хрватске за приступање 2. априла 2013. године. Након што је свих 27 држава чланица потписало уговор о приступању ЕУ, 1. јула 2013. Хрватска је приступила Европској унији, поставши 28. држава чланица.
Милановић је 27. фебруара 2012. године посетио Босну и Херцеговину, што му је било прво путовање у страну државу откако је премијер. Наредног дана посетио је Широки Бријег и Мостар, где се састао са заступницима Хрватског народног сабора, политичке организације Хрвата Босне и Херцеговине. Милановић је рекао да је све што тражи за Хрвате у тој земљи поштен посао и додао да ће Хрватска подржати приступање Босне и Херцеговине Европској унији.
Због грађанског рата у Сирији који је у току, Милановић је у фебруару 2012. године позвао хрватске компаније које раде у Сирији да се повуку из земље. Министарство спољних послова Хрватске је 18. јануара 2013. прогласило да Хрватска, као и цела Европска унија, признаје Националну коалицију за сиријске револуционарне и опозиционе снаге као једине „легитимне представнике тежњи сиријског народа“. У фебруару 2013. Милановић је објавио да Хрватска повлачи своје трупе са Голанске висоравни које учествују у мировној мисији УН након што је објављено да је Хрватска продала своје старо оружје сиријској опозицији.
Када су 2014. у Босни и Херцеговини почеле демонстрације и нереди, Милановић је посетио Мостар, град са хрватском већином, у којем је у нередима оштећено сједиште ХДЗ-а БиХ. Сарајево је критиковало његов потез, рекавши да је прво требало да посети главни град. Милановић је касније протест назвао квазиграђанским по етничкој и верској вертикали. Хрватска Влада је одбила да прихвати оптужнице из Сарајева означене као политичке због неприхватљивих тврдњи о карактеру Хрватско-бошњачког рата.
Дана 22. јула 2015. догодио се велики скандал током арбитражног поступка у хрватско-словеначком граничном спору, када је откривено да словеначки представник лобира код других судија да донесу одлуку у корист Словеније. Три дана касније Милановић је најавио повлачење Хрватске из арбитраже након састанка са челницима посланичких група.

### Европска мигрантска криза
Почев од 16. септембра 2015. године, мигранти и избеглице са Блиског истока, јужне Азије и Африке почели су у великом броју да улазе у Хрватску из Србије након изградње баријере Мађарска-Србија. Хрватска је 17. септембра затворила границу са Србијом. Након почетних напора да се региструју сви уласци миграната у Хрватску, регистрација је престала 18. септембра и мигранти су почели да се превозе према Словенији и Мађарској. До 23. септембра 2015. године преко 40.000 је ушло у Хрватску из Србије, са главним прихватним центрима постављеним у Опатовцу и Загребу, док су мигранти задржани и у Белом Манастиру, Илачи, Товарнику, Јежеву и Сиску. Милановић је критиковао Србију што мигранте шаље само ка хрватској граници, а штедећи Мађарску и Румунију и навео да његова земља „неће постати мигрантско жариште“. Тензије су ескалирале између Србије и Хрватске и Србија је 24. септембра забранила увоз из Хрватске у знак протеста против одлуке Хрватске да затвори границу за терет, док је Хрватска одговорила забраном уласка у земљу свим возилима са српским регистрацијама. Хрватска је 25. септембра укинула блокаду своје границе, а Србија забрану увоза из Хрватске, али је Милановић рекао да је спреман да поново блокира границу ако буде потребно. С приближавањем зиме, у Славонском Броду је крајем 2015. године изграђен нови, трајнији центар за прихват избеглица.

### Парламентарни избори 2015.
За парламентарне изборе 2015. Кукурику коалиција је променила име у Хрватска расте. Састоји се од три од четири изворна члана: Социјалдемократска партија, Хрватска народна странка – либерални демократи (ХНС-ЛД), Хрватска странка умировљеника (ХСУ), као и три нова: Хрватски лабуристи – Лабуристи, Аутентични хрватски Сељачка странка (А-ХСС) и Загорска странка. Истарски демократски сабор напустио је коалицију. Кампања Коалиције, коју је предводио Милановић, заснивала се на реторици против мера штедње и наглашавању политике владе током њеног мандата.
Након 76 дана преговора, Домољубна коалиција и странка Мост независних листа формирале су 13. хрватску Владу са Тихомиром Орешковићем као новим премијером. Милановић је званично предао дужност Орешковићу у касним сатима 22. јануара 2016. године, након дуже скупштинске расправе о програму нове владе и накнадног гласања о поверењу.

## Председник Хрватске (2020–тренутно)
Инаугурација Милановића за 5. председника Хрватске одржана је 18. фебруара 2020. Ово је био први пут да церемонија председничке инаугурације у Хрватској није одржана на Марковом тргу у центру Загреба, где су биле зграде парламента и владе. Уместо тога, Милановић је одлучио да се одрекне уобичајене помпе церемоније тако што је позвао само 40-ак гостију, међу којима су државни званичници, бивши председници, његова породица и чланови његовог предизборног тима. Ово је такође био први пут да партијски лидери, дипломате и црквени великодостојници нису присуствовали председничкој инаугурацији. Церемонија је почела извођењем државне химне реномиране хрватске поп и џез диве Јосипе Лисац, уз пратњу пијанисте Звјездана Ружића, чије је алтернативно извођење хрватске химне дало другачији тон од уобичајеног мрачног, бомбастичног извођења химне. То је изазвало много позитивних коментара и негативних реакција, што је резултирало невиђеном јавном дебатом о државној химни и уметничкој слободи.
Милановић је 24. фебруара 2020. најоштрије осудио паљење фигурице на којој је приказан истополни пар са дететом на фестивалу у Имотском, описавши инцидент као "нехуман, потпуно неприхватљив чин", затражио извињење од организатора догађаја. и навели да „заслужују најоштрију осуду јавности јер мржња према другима, нетрпељивост и нехуманост нису и неће бити хрватска традиција“. Такође је затражио реакцију надлежних институција, посебно јер је догађај посматрала многа деца која су могла да присуствују ширењу мржње и подстицању на насиље.
Своје прво путовање у иностранство као председник Милановић је обавио 27. фебруара 2020. године у Оточцу об Крки, у Словенији, где се састао са председником Борутом Пахором. Њих двоје су чврсто закључили да ће учинити све да се односи две земље унапреде и учине одличнима, истакавши да се познају више од 16 година. Разговарано је и о питању границе између две земље, приступању Хрватске Шенгенском простору и о граничним контролама које спроводи хрватска влада због пандемије КОВИД-19. Милановић се осврнуо и на европску перспективу Црне Горе, Албаније и Северне Македоније.
Милановић је током лета посетио Црну Гору и састао се са председником Милом Ђукановићем. Такође је отказао планирано путовање у Русију, где га је председник Владимир Путин позвао да присуствује паради поводом Дана победе 2020. У септембру и октобру укључио се у вербални обрачун са низом истакнутих хрватских политичара, политичких аналитичара и новинара, укључујући премијера Андреја Пленковића. Изразио је своје противљење затварању и полицијском часу, јер је рекао да ће ухапсити и стрпати у полицијски комби оне који желе полицијски час и затварање.
У јануару 2021. године, Милановић је одбио да учествује на церемонији поводом операције Масленица 1993. године јер је требало да буду истакнути симболи Хрватских одбрамбених снага. У септембру 2021. јавно је изнео мишљење да су Буњевци Хрвати. Народно веће Буњеваца је оштро реаговало на његове изјаве, наводећи да Буњевци у Суботици живе већ 350 година и да је разлика између Буњеваца и Хрвата јасно потврђена историјским изворима.
У новембру 2021. године, аустријско министарство спољних послова позвало је хрватског амбасадора у Бечу Данијела Глунчића да да објашњење, након што је Милановић упоредио карантине у Аустрији са методама коришћеним у доба нацизма.

### Рат у Украјини
У децембру 2021. године, Милановић је критиковао посету премијера Пленковића Украјини на почетку нове ескалације кризе око Украјине називајући то „обичним шарлатанизмом“. Премијер је узвратио речима да влада настоји да одржи добре односе и са Русијом.
Оштра реакција украјинске владе уследила је након Милановићевих изјава 25. јануара 2022. да Украјина није способна да уђе у НАТО, као и да је земља корумпирана и да Русија заслужује да јој се да начин да испуни своје безбедносне захтеве. Милановић је револуцију Мајдана у Украјини 2014. такође назвао „државним ударом“. Министарство спољних послова Украјине позвало је хрватску амбасадорку Аницу Дјамић, након чега је министарство издало коментар у којем се каже: „[...] Изјаве Зорана Милановића реемитују руске пропагандне наративе, не одговарају доследном званичном ставу Хрватске у подршци суверенитету и територијалном интегритету Украјине , штетити билатералним односима и нарушавати јединство унутар ЕУ и НАТО-а пред актуелним безбедносним претњама у Европи Министарство спољних послова Украјине захтева јавно побијање ових увредљивих изјава председника Хрватске, као и непонављање у. будућност.“ Истог дана уврштен је на црну листу Миротворца. Руски провладини медији дали су Милановићевим изјавама велики публицитет, представљајући их као знак раскола у редовима ЕУ и НАТО и предвиђајући да ће то следити и други лидери ЕУ. Хрватски премијер Пленковић је реаговао рекавши да је чувши Милановићеве изјаве мислио да то говори „неки руски званичник“; такође се извинио Украјини и поновио да Хрватска подржава територијални интегритет Украјине. У интервјуу телевизијској мрежи РТЛ недуго затим, Милановић је одбио да се извини и поново потврдио свој став о Украјини и додао да сматра да се премијер Андреј Пленковић „понашао као агент Украјине“. Милановић је 1. марта 2022. године изјавио: „треба бити забринут када Украјина прети нуклеарним оружјем, или када Русија прети да ће употребити нуклеарно оружје.“
Дана 1. фебруара 2022. године, док је министар одбране Уједињеног Краљевства Бен Волас боравио у Загребу на састанку са својим хрватским колегом Мариом Баножићем, како би разговарали о безбедносној ситуацији изазваној кризом око Украјине, Милановић је новинарима рекао да мисли да Британија „обмањује Украјину, подстичући га и држећи га као таоца односа између Лондона, који је постао сила другог реда, и Вашингтона“; он је такође рекао да Украјина „не би била срећна ако би слушала Лондон“ и изнео своје мишљење да ЕУ не може да ужива стабилност без нагодбе са Русијом. Убрзо након тога, бивши руски амбасадор у Хрватској Анвар Азимов поздравио је „разумне изјаве председника Зорана Милановића о Украјини“, док је хрватски недељник Глобус оценио да се Милановић показао као једини државник у ЕУ и НАТО, који је „тако отворено показао да прихвата Русија је релативизовала своје поступке и критиковала Америку, Британију и друге НАТО савезнике због тренутних тензија“. На питање новинара о масакру у Бучи, Милановић је одговорио: То је далеко, не знам ништа о томе. Руси су се повукли. Шта се ту нашло, ко је нашао, из хрватског искуства, не питајте ме за то, пазите.“ Истом приликом је рекао да Украјина није демократска држава „иначе би (већ) почели преговоре са ЕУ или је имао неки статус“. У јуну Милановић је поново прокоментарисао рат у Украјини речима: „Речи Зеленског доводе до пораза, једном руска чизма негде стигне, никада не одлази. То је моћна војна сила. Русија није као ми, они нису демократија. Као непријатељи, они су неуништиви." У септембру 2022. Милановић је политику ЕУ у Украјини окарактерисао као "глупу" и да није у интересу Хрватске, нити Немачке. Даље је рекао: "Тренутно гледамо Русија мршави Украјину са веома малим бројем војника". Он је додао да Запад осам година није успео да натера Украјину да поштује споразуме из Минска.
Након пада дрона Ту-141 у Загребу, Милановић је издао наредбу о забрани летова авиона НАТО-а изнад Загреба и других хрватских градова, наводећи да ти летови "узнемиравају грађане". Тиме је наставио сукоб са премијером Пленковићем, који је рекао да би ови летови требали послати поруку "стратешког партнерства и сигурности хрватских грађана". Након што је ЕУ најавила могућност обуке украјинских трупа на својој територији, укључујући и Хрватску, Милановић је најавио да блокира ову одлуку јер би то, према његовим речима, довело до рата Хрватској. Крајем јануара 2023. Милановић је рекао: „Од 2014. до 2022. посматрали смо како неко провоцира Русију, са намером да овај рат избијр. [...] Сада разговарамо о тенковима. Све немачке тенкове ћемо тамо послати, руски су изгорели. Иста судбина чека и остале...“ У марту 2023. Милановић је дао изјаву у којој је рекао да ће хрватска донација транспортних хеликоптера Ми-8 Украјини: „довести до масовног крвопролића, масовних жртава и продужити рат“ У јуну исте године тврдио је да су: „Усташе били господа у поређењу са онима који су се борили уз поздрав „слава Украјине“.

### Улазак Финске и Шведске у НАТО
Милановић је у априлу 2022. године предложио блокирање приступања Финске и Шведске НАТО-у до измене изборног закона у Босни и Херцеговини, који би Бошњацима онемогућио могућност избора хрватског члана Председништва и хрватских представника у Дому народа Федерације Босне и Херцеговине. Даље је рекао да ће сваког посланика у хрватском Сабору који одбије да гласа против ширења НАТО означити као националног издајника. Министар иностраних послова Гордан Грлић-Радман је 28. априла 2022. објавио да Хрватска подржава захтеве Финске и Шведске за чланство у НАТО. У мају 2022. турски председник Реџеп Тајип Ердоган успротивио се чланству Финске и Шведске у НАТО-у, а у јуну 2022. Ердоган је повукао примедбе на процес чланства две земље. Након што је министар спољних послова Финске Пека Хависто изјавио да је његова земља шокирана Милановићевим изјавама, Милановић је одговорио: „Добро дошли у клуб, господине министре спољних послова. Већ неколико година смо шокирани вашим незнањем и безобразлуком“. Међутим, фински министар за европске послове и управљање власништвом Тити Тупурајнен касније је прокоментарисао да, иако су грађани Финске збуњени Милановићевим изјавама, Финска разуме хрватску забринутост због реформи изборног закона у Босни и Херцеговини и да Финска подржава међународне напори у вези са изменама изборног закона. Упркос својим претходним коментарима, Милановић није ставио вето на приступање Финске и Шведске НАТО-у на самиту НАТО-а у Мадриду 2022. године.

### Рат у Гази
У октобру 2023. критиковао је узвратне ударе Израела на појас Газе, рекавши „Осудио сам убиства [Хамаса], чак сам изразио гађење, али право на одбрану не укључује право на освету и убијање цивила“.

### Парламентарни избори 2024.
Милановић је 15. марта 2024. најавио кандидатуру за премијера на листи СДП на парламентарним изборима.

## Односи са Србијом
Милановић је истакао да су Срби и Хрвати блиски народи.

### Сукоби са Србијом

#### Српско-хрватски царински рат у септембру 2015. године
Средином 2015. године, као последица реакције појединих држава на масован прилив миграната (дизање ограда, затварање граница), јавило се краткотрајно нарушавање међудржавних односа између Србије и Мађарске, Хрватске и Србије и Мађарске и Хрватске. Нарушавање односа се огледа у привременом онемогућавању (или отежаним омогућавању) проласка немигрантима (особама које регуларно пролазе границу) преко граничних прелаза Хоргош (Србија-Мађарска), као и дуж целе границе Србије и Хрватске, што је проузроковало привремени тзв. "царински рат" између Србије и Хрватске. Избеглички талас се углавном кретао из правца Турске преко Грчке, Македоније, Србије и Мађарске. У Мађарској се појачавањем прилива имиграната са Блиског истока појавила антиимигрантска политика коју заступа мађарски премијер Виктор Орбан. Мађарска полиција је 15. септембра затворила пружни пролаз Хоргош-Сегедин, код места Реска, на српско-мађарској граници, који су избеглице са Блиског истока најчешће користиле за прелазак у ту земљу. Следеће ноћи су прве избеглице пристигле на гранични прелаз у Шиду које су преко Хрватске промениле руту за одлазак у Западну Европу након што је Мађарска затворила границе. Дана 21. септембра Хрватска је од поноћи затворила гранични прелаз Батровци за теретни саобраћај, док се улаз теретних возила из те земље у Србију и даље одвијао уз веће застоје. Премијер Србије Александар Вучић сазвао је хитну седницу Владе због потеза Хрватске. Србија је од поноћи 24. септембра увела контрамере Хрватској забранивши увоз робе из ове земље. Забрана се односила и на камионе и вагоне трећих држава који превозе хрватску робу. Хрватска је забранила улазак возила са српским таблицама на њену територију. Следећег дана 25. септембра Хрватска је под притиском Европске уније у 17 сати одблокирала границу са Србијом и сва путничка и теретна возила су наставила да пролазе без оптерећења. Исто је учинила и Србија неколико сати касније.

#### Пораз на изборима 2015. и 2016. године
Између две државе су подигнуте додатне тензије и након пораза Зорана Милановића и повратка ХДЗ-а и деснице на власт после парламентарних избора у Хрватској у новембру 2015. године. ХДЗ овај пут није освојио апсолутну власт, већ је морао да прави постизборну коалицију са предизборном коалицијом МОСТ.

### О покољу у Сребреници
Милановић је крајем 2021. године више пута стављао до знања јавности да није било геноцида у Сребреници. Истакао је да злочин у Сребреници није упоредив са геноцидом у Јасеновцу и Холокаустом. Он споменуо и то да му смета што Србе зову „геноцидним народом” и та до није тачно:
„Дефиниција геноцида је каучук дефиниција. То се растеже. То није небески закон. Суд какав год да је и ко год да су и да је донео десет пресуда то је политичка квалификација. Ако је тако, понављам оно што сам рекао [да није било геноцида у Сребреници], а то је да морамо наћи други назив за оно што су урадили нацисти.”
Милановић је навео да „ово што ради господа из Сарајева — то није службено Сарајево већ Башчаршија — покушавају од свог народа да направе жртву већу него што јесу и управо они лицитирају жртвама.” Он је о додао: „Бошњачко вођење политике је погубно. Они су се затворили у бачву и преговарају сами са собом.”
Године 2022. је критиковао провокаторска питања према Републици Српској, односно како је она настала на злочину. Милановић је рекао да иста аргументација лицемерно се не користи на пример за Сједињене Америчке Државе, које су истребиле домороце у грађењу државе.